# Adimanto di Corinto
Adimanto di Corinto (fl. V secolo a.C.) è stato un ammiraglio greco antico.
Visse nel V secolo a.C. e partecipò alla battaglia di Salamina.
Adimanto, figlio di Ocito, fu cittadino di Corinto e guidò una flotta di quaranta navi.
Dopo la battaglia di Capo Artemisio, che non produsse esiti rilevanti, la flotta greca comandata da Euribiade si era ritirata nello stretto di Salamina. A causa dei successi ottenuti dall'esercito persiano e del ritardo dei rifornimenti, i Greci non riuscivano a trovare un accordo sulla strategia da adottare; da un lato il generale ateniese Temistocle voleva continuare ad attaccare le navi persiane con la flotta greca, mentre i generali peloponnesiaci, tra cui Adimanto, preferivano optare per una linea difensiva presso l'istmo di Corinto, sostenendo che a Salamina in caso di sconfitta gli assediati non avrebbero avuto scampo.
Quest'ultima soluzione avrebbe significato abbandonare buona parte della Grecia centrale in mano all'esercito invasore. Prevalse, infine, la scelta di Temistocle, convinto che l'unico scacchiere utile alla flotta greca fosse quello tra il golfo Saronico e la baia di Eleusi ed ebbe la forza di imporla, ricorrendo alla minaccia di ritirare le navi ateniesi.
Si arrivò così alla battaglia di Salamina, nella quale le navi greche ebbero la meglio sulla flotta persiana.
La tradizione ateniese, ostile a Corinto, ne faceva un vile, ma la tradizione corinzia lo glorificava come un eroe.